# Delegacja (prawo)
Delegacja – przeniesienie części lub całości swoich uprawnień, kompetencji z reguły przez organ wyższego stopnia na organ niższego stopnia. Jest to więc pewien rodzaj upoważnienia do wykonywania czynności zastrzeżonych wcześniej tylko dla jednego organu.
Oprócz tego istnieje także tzw. delegacja ustawowa, czyli przepis w ustawie upoważniający jakiś organ do wydania aktu normatywnego regulującego daną kwestię (z reguły bardziej szczegółowo, np. upoważnienie do wydania rozporządzenia).